# Святогорск
Святого́рск (на украински: Святогі́рськ; до 1964 г. Ба́нное, в периода 1964 – 2003 г. Славяного́рск) е град в Донецка област на Украйна.

## География
Намира се на река Северски Донец, близо до границата на три области – Донецка, Харковска и Луганска. Това е най-северният град в областта и един от най-малките в Украйна. Той е част от Краматорската агломерация.

## История
Селището е основано през 16 век от казаци и селяни-бегълци от териториите на съвременна Централна Русия и Деснобережна Украйна. По-рано тук е построен манастир – на отсрещния десен висок бряг на Донец. Въпреки че първото споменаване за него датира от 1624 г., когато на духовенството е дадена царска грамота за правото да притежава тези земи, благодарение на археологическите проучвания, може да се твърди, че монашеският скит е съществувал преди 13 век. През 1679 г. манастирът е превзет и ограбен от кримските татари. Впоследствие е възстановен; през втората половина на 18 век той губи своето отбранително значение. През 80-те години на 18 век манастирът притежава 27 000 декара земя и около 2000 крепостни селяни.
През 1788 г. Екатерина II затваря Светогорския манастир, неговите имоти и земи са прехвърлени на хазната. След известно време тези места стават собственост на Григорий Потьомкин и неговите наследници. На един от хълмовете на десния бряг на Северски Донец графът построява дворец, а на брега на езерото в заливната част на реката – баня за гости. Оттук и името на езерото и селото на брега – Банное. Към 1797 г. в него има 287 жители.
През 1844 г. Светогорският манастир е възстановен с указ на Николай I. В края на 19 век граф Георги Рибопиер основава конезавод, терпентинов цех и дъскорезница в Банное. Тогава селището има 638 души.
Районът е бил известен тогава с минералните извори с лечебна цел. Тук са идвали богаташи с белодробни и ставни заболявания.
След установяването на съветската власт манастирът е затворен. През 1922 г. в бившата манастирска гостилница е открит дом за отдих. Това постава началото на развитието на района за извънградски отдих и лечение на жителите на Донбас и други региони на страната. През 1929 г. в Банное се създава колхоз. От 27 октомври 1938 г. село Банно-Татяновка се превръща в селището от градски тип Бановски. В навечерието на Втората световна война тук е построен мост, инсталирано радио, работи амбулатория, болница, детска ясла, училище и клуб. Капацитетът на съоръженията за отдих е 2860 души. В пещерите на бившия манастир е създаден антирелигиозен музей. Курортната икономика се развива бързо тук от 50-те години на 20 век. На 3 април 1964 г. селището придобива статут на град на регионално подчинение с име Славяногорск, от 15 май 2003 г. е град Святогорск.
За да се запазят паметниците на културното наследство на Украйна на територията на Славяногорск, през 1980 г. с указ на правителството на Украинска ССР е създаден Славяногорският държавен историко-архитектурен резерват (СГИАЗ). Основата на резервата е комплексът от исторически и културни паметници от 17 – 19 век. Светогорската лавра, паметник на монументалното изкуство – паметник на Артем (1927 г., скулптор И.П. Кавалеридзе), мемориален комплекс от периода на Втората световна война на връх Артьом, паметник на гроба на лейтенант Камишев (Дъбът на Камишев). През 2011 г. с цел реставрация към територията на резервата е добавено място, където се е намирала така наречената „Потьомкинска дача“.
През 1992 г. мъжкият манастир „Успение Богородично“ възобновява дейността си. Появяват се йеромонаси и монаси, послушници. Успенската катедрала, църквата „Свети Николай“, пещерната църква „Св. Антоний и Теодосий“, комплексът от пещерни структури, източните и западните кули, стълбите на Кирил и Методий, долните и горните павилиони на поклонниците са върнати обратно на манастира. През 2004 г. манастирът получава статут на лавра.

## Население
Брой на населението в началото на съответната година:
| Година | Брой жители |
| ------ | ----------- |
| 1885   | 407         |
| 1897   | 732         |
| 1903   | 500         |
| 1939   | 5490        |
| 1959   | 4516        |
| 1970   | 5112        |
| 1979   | 5433        |
| 1989   | 5789        |
| 1992   | 5800        |
| 1998   | 5500        |
| 2002   | 5136        |
| 2003   | 5052        |
| 2004   | 4989        |
| 2005   | 4971        |
| 2006   | 4945        |
| 2007   | 4942        |
| 2008   | 4889        |
| 2009   | 4819        |
| 2010   | 4791        |
| 2011   | 4692        |
| 2012   | 4676        |
| 2013   | 4654        |
| 2014   | 4630        |
| 2015   | 4592        |

## Икономика
В Святогорск има хранителни предприятия. Повече от половината от общия брой на заетите в икономиката работи в рекреационни институции, в индустрията – около 10%.

## Транспорт
До 1941 г. в село Банное функционира конният трамвай – „Конка“.

## Забележителности
- Светогорска лавра
- Комплекс от паметници на историята и културата от 17 – 20 век – музей, изложбени зали на Държавния историко-архитектурен резерват Святогорск (СГИАЗ) .
- Святогорск се намира на територията на националния природен парк „Свети гори“
- Паметник на Артьом от Иван Кавалеридзе
- Камишев дъб – паметник на гроба на лейтенат Камишев
- Скулптура на Пресвета Богородица – Игумения (скулптор Николай Шматко)
- В Святогорск се провежда международният фестивал на авторски песни „32 май“.[9]